# WWE 24/7 Championship
WWE 24/7 Championship je naslov profesionalnog hrvanja stvorio i kreirao američki profesionalnih hrvačkih promocija WWE. Naslov se brani 24 sata u tjednu, bilo kad, bilo gdje, na bilo kojem mjestu ako je sudac prisutan. Naslov mogu osvojiti svi profesionalni hrvači u bilo kojem od sljedećih WWE-ovih brendova:  Raw, SmackDown,  205 Live, NXT, i NXT UK. Trenutni prvak je Mojo Rawley koji drži naslov po treći put.
Pojas je predstavio Mick Foley na dan 20. svibnja 2019. na epizodi Monday Night Rawa gdje je Titus O'Neil prvi preuzeo pojas. Slično je bilo s prethodnom WWE Hardcore Championship-om koji se branio "24 sata u tjednu".

## Povijest
U epizodi Rawa 20. svibnja 2019. hardcore legenda i pripadnik WWE Kuće slavnih Mick Foley predstavio je WWE 24/7 Championship. Kao bivši WWE Hardcore Championship predstavio "pravilo od 24 sata u tjednu" gdje 24/7 Championship može biti branjena ili osvojena bio kada i bilo gdje i vrijedi samo ako je sudac prisutan,kao što govori i ime titule. Nakon predstavljanja titule Foley je stavio titulu nasred ringa i rekao da bilo koji hrvač koji prvi uzme titulu, kad zvono označi početak borbe za titulu, bit će proglašen prvakom. Titus O'Neil je tako prvi osvojio WWE 24/7 titulu pobijedivši pritom Cedrica Alexandrea, Drakea Mavericka, EC3-ja, Erica Younga, Karla Andersona, Lukea Gallowsa, Mojoa Rawleyja i No Way Josea.

## Osvajači
1.Titus O Neil (0 dana)
2.Robert Roode(0 dana)
3.R Truth(8 dana)
4.Ellias(0 dana)
5.R Truth (5 dana)
6.Jinder Mahal (0 dana)
7.R Truth  (2 dana)
8.Ellias (0 dana)
9.R Truth (2 dana)
10.Jinder Mahal (0 dana)
11. R Truth (12 dana)
12.Drake Maverick (3 dana)
13.R Truth (4 dana)
14.Heath Slater (0 dana)
15.R-Truth (0 dana)
16.Cedric Alexander (0 dana)
17.EC3 (0 dana)
18.R Truth (7 dana)
19.Drake Maverick (15 dana)
20.R Truth (7 dana)
21.Drake Maverick (0 dana)
22.Pat Patterson  (0 dana)
23.Gerald Brisco (0 dana)
24.Kelly Kelly  (0 dana)
25.Candice Michelle  (0 dana)
26.Alundra Blayze  (0 dana )
27.The Million Dollar Man (0 dana )
28.Drake Maverick (0 dana )
29.R Truth (7 dana )
30.Mike Kanellis (0 dana)
31.Maria Kanellis (7 dana)
32.Mike Kanellis (0 dana)
33.R-Truth (7 dana)
34.The Revival
(Scott Dawson and Dash Wilder) (0 dana)
35.R Truth (0 dana)
36.Ellias (12 dana)
37.R-Truth (0 dana)
38.Rob Stone (0 dana)
39.Ellias (5 dana)
40.Drake Maverick (7 dana)
41.Bo Dallas (0 dana)
42.Drake Maverick  (0 dana)
43.R-Truth (6 dana)
44.Enes Kanter (0 dana)
45.R-Truth (7 dana)
46.Kane (0 dana)
47.R Truth (4 dana)
48.EC3 (0 dana)
49. R-Truth (1 dan)
50.EC3 (0 dana)
51.R-Truth (1 dan)
52.EC3 ( 0 dana)
53.R-Truth (1 dan)
54.Carmella (11 dana)
55.Marshmello (0 dana)
56.Carmella (16 dana)
57.Sunil Singh (1 dan)
58. R-Truth ( 20 dana)
59. Samir Singh (1 dan)
60. R-Truth ( 22 dana)
61. Michael Giaccio ( 1 dan)
62. R-Truth (23 dana)
63. Kyle Busch ( 1 dan)
64. R-Truth (24 dana)
65. Akira Tozawa (1 dan)
66. Santa Claus ( 1 dan)
67. R-Truth ( 25 dana)
68. Samir Singh ( 2 dana)
69. Sunil Singh ( 2 dana)
70. R-Truth ( 26 dana)
71. Samir Singh (3 dana)
72. Mike Rome ( 1 dan)
73. Sunil Singh ( 3 dana)
74. R-Truth ( 27 dana)
75. Samir Singh ( 4 dana)
76. R-Truth (28 dana)
77. Sunil Singh ( 4 dana)
78. Samir Singh ( 5 dana)
79. R-Truth ( 29 dana)
80. Moyo Rawley (0 dana)
81. R-Truth (13 dana)
82. Moyo Rawley (5 dana)
83. R-Truth (12 dana)
84. Moyo Rawley ( 5+)